# トゥンチク・ヨージェフ
トゥンチク・ヨージェフ（Tuncsik József 1949年9月23日 - ）は、ハンガリーのデブレツェン出身の柔道選手。階級は軽量級。身長167cm。

## 人物
1976年のヨーロッパ選手権軽量級で優勝すると、1976年モントリオールオリンピックではハンガリーの選手として初のメダルとなる銅メダルを獲得した。1978年のヨーロッパ選手権65kg級では3位に入った。

## 主な戦績
軽量級での戦績
- 1974年 - ポーランド国際　2位
- 1974年 - チェコ国際　優勝
- 1975年 - オランダ国際　3位
- 1976年 - 東ドイツ国際　優勝
- 1976年 - ヨーロッパ選手権　優勝
- 1976年 - モントリオールオリンピック　3位

65kg級での戦績
- 1977年 - ポーランド国際　優勝
- 1978年 - 東ドイツ国際　2位
- 1978年 - オランダ国際　3位
- 1978年 - ヨーロッパ選手権　3位